# Johann Gottfried Galle
Johann Gottfried Galle (9 de juny de 1812 – 10 de juliol de 1910) va ser un astrònom alemany de l'Observatori de Berlín qui, amb l'ajuda de l'estudiant Heinrich Louis d'Arrest, va descobrir el planeta Neptú el 23 de setembre de 1846. Va utilitzar els càlculs d'Urbain Le Verrier per saber allà on calia observar.
Va començar la seva carrera d'astrònom com a ajudant de Johann Franz Encke el 1835, just acabada la construcció de l'Observatori de Berlín. El 1851 es va traslladar a Breslau (actualment Wrocław) per convertir-se en professor d'astronomia i director de l'observatori local.
Al llarg de la seva carrera també va estudiar els cometes i el 1894, amb l'ajuda del seu fill Andreas Galle, va publicar una llista de 414 cometes. Prèviament ja havia descobert tres cometes en el curt interval de temps entre el 2 de desembre de 1839 i el 6 de març de 1840.
Un cràter a la Lluna, un altre a Mart i un anell de Neptú van ser batejats en honor seu.

## Descobriment de Neptú
La tesi doctoral de Johann Galle va ser una reducció i discussió crítica de l'observació de trànsits meridians d'estrelles i planetes per Ole Rømer entre els dies 20 i 23 d'octubre de 1706. Un cop finalitzada, el 1845, Galle en va enviar una còpia a Urbain Le Verrier. Le Verrier no va enviar cap resposta fins a gairebé un any després, el 18 de setembre de 1846. La carta va arribar a Galle el 23 de setembre i en ella Le Verrier li demanava d'observar en una certa regió del cel per a trobar un nou planeta que explicaria les pertorbacions observades en l'òrbita d'Urà. Aquella mateixa nit, després que Encke li donés permís en contra de la seva pròpia opinió, Galle va trobar un nou objecte a només 1º de la posició predita per Le Verrier. L'objecte va confirmar ser un planeta en les dues nits següents.

### Obituaris
- (alemany) AN 185 (1910) 309/310
- (anglès) JRASC 4 (1910) 379
- (anglès) MNRAS 71 (1911) 275